# Буревісник гігантський
Буревісник гігантський (Macronectes giganteus) — морський птах родини альбатросових (Diomedeidae). Цей птах має довжину 86-99 см і розмах крил 197—210 см. Це один з небагатьох хижаків, що нападає на пінгвінів, зазвичай пташенят.

## Поширення
Ареал цього птаха досить великий, оскільки він варіюється від Антарктиди до субтропіків Чилі, Африки та Австралії. Гніздиться на численних островах південних океанів. Гніздовий ареал включає такі острови як Фолклендські острови, Південна Джорджія, Південні Оркнейські острови, Стейтен-Айленд, Південні Шетландські острови, Херд, Маккуорі, острови Принца Едуарда та острови Крозе. Іншими місцями з невеликими популяціями є острови Кергелен, острів Гоф, Трістан-да-Кунья, Дієго Рамірес, Ісла-Нуар, а також чотири місця на континенті Антарктида, включаючи Терре-Адель, і невеликі острови біля узбережжя Аргентини поблизу провінції Чубут.